# 国道292号

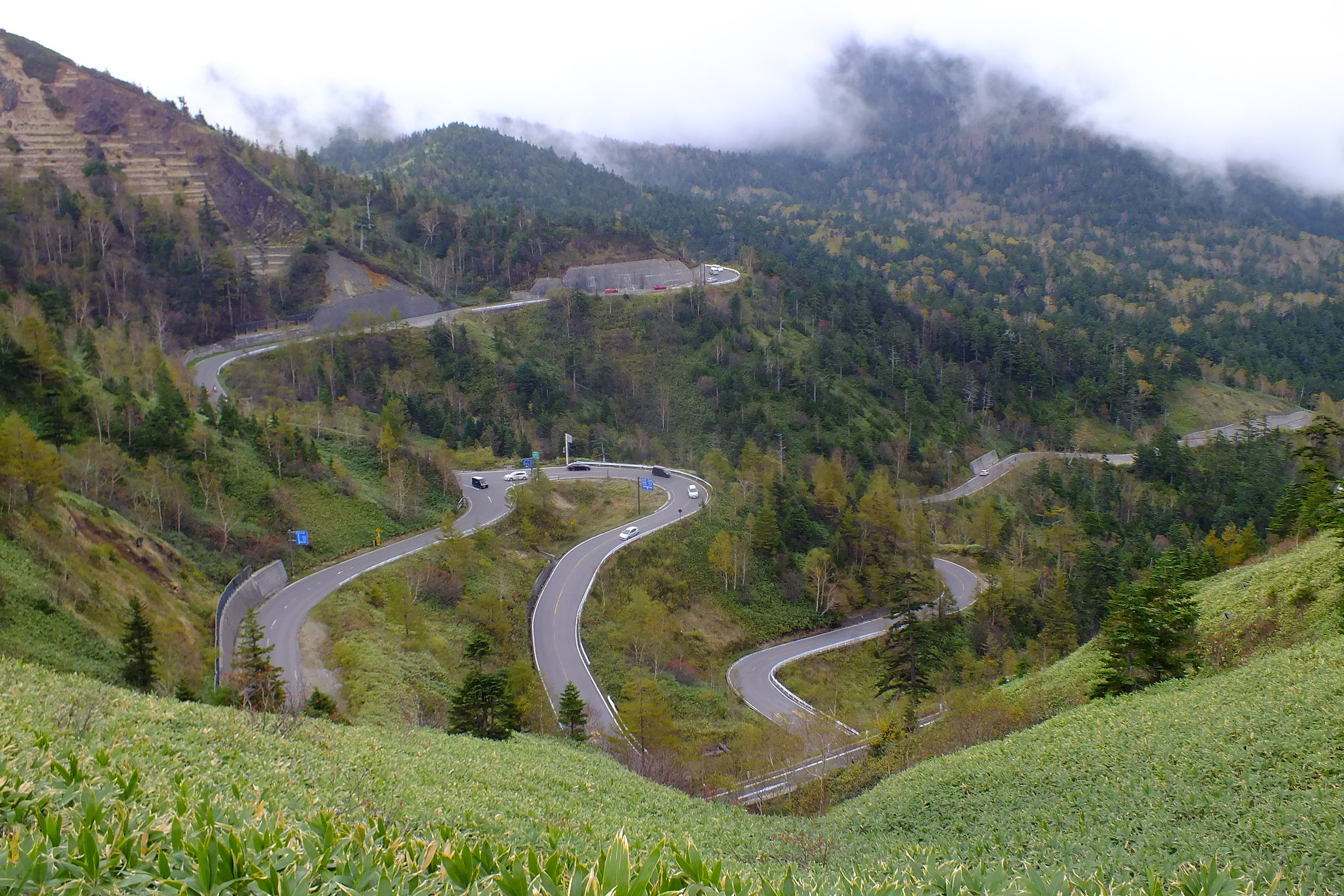
渋峠（横手山ドライブイン付近、2016年10月）

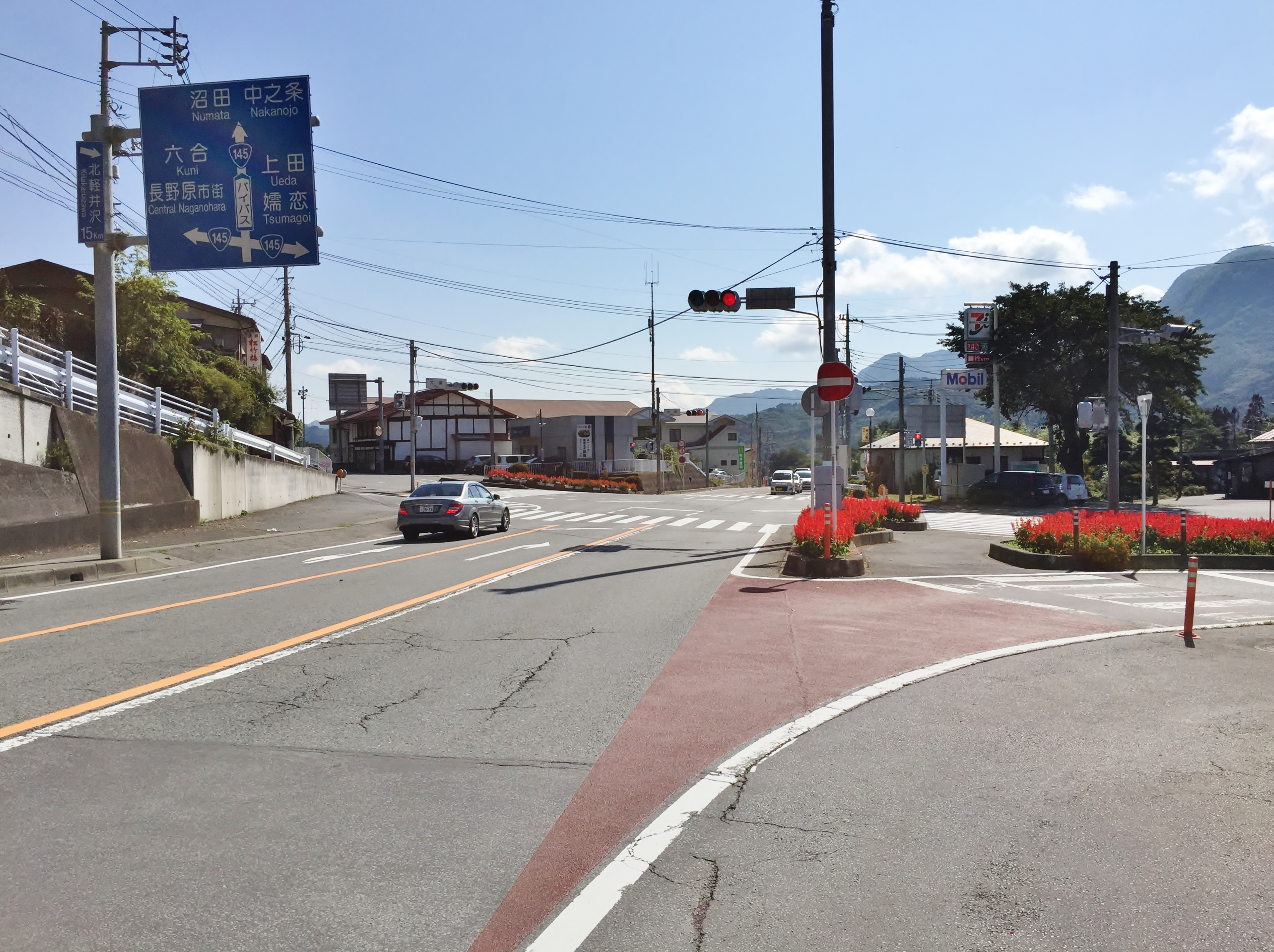
長野原町・大津交差点（2015年9月）
草津道路における端点である。
↓方向（手前）が国道292号草津道路、←方向が国道145号旧道・国道406号、→方向が国道145号現道・国道406号、↑方向（奥正面）が国道145号現道（長野原バイパス）である。

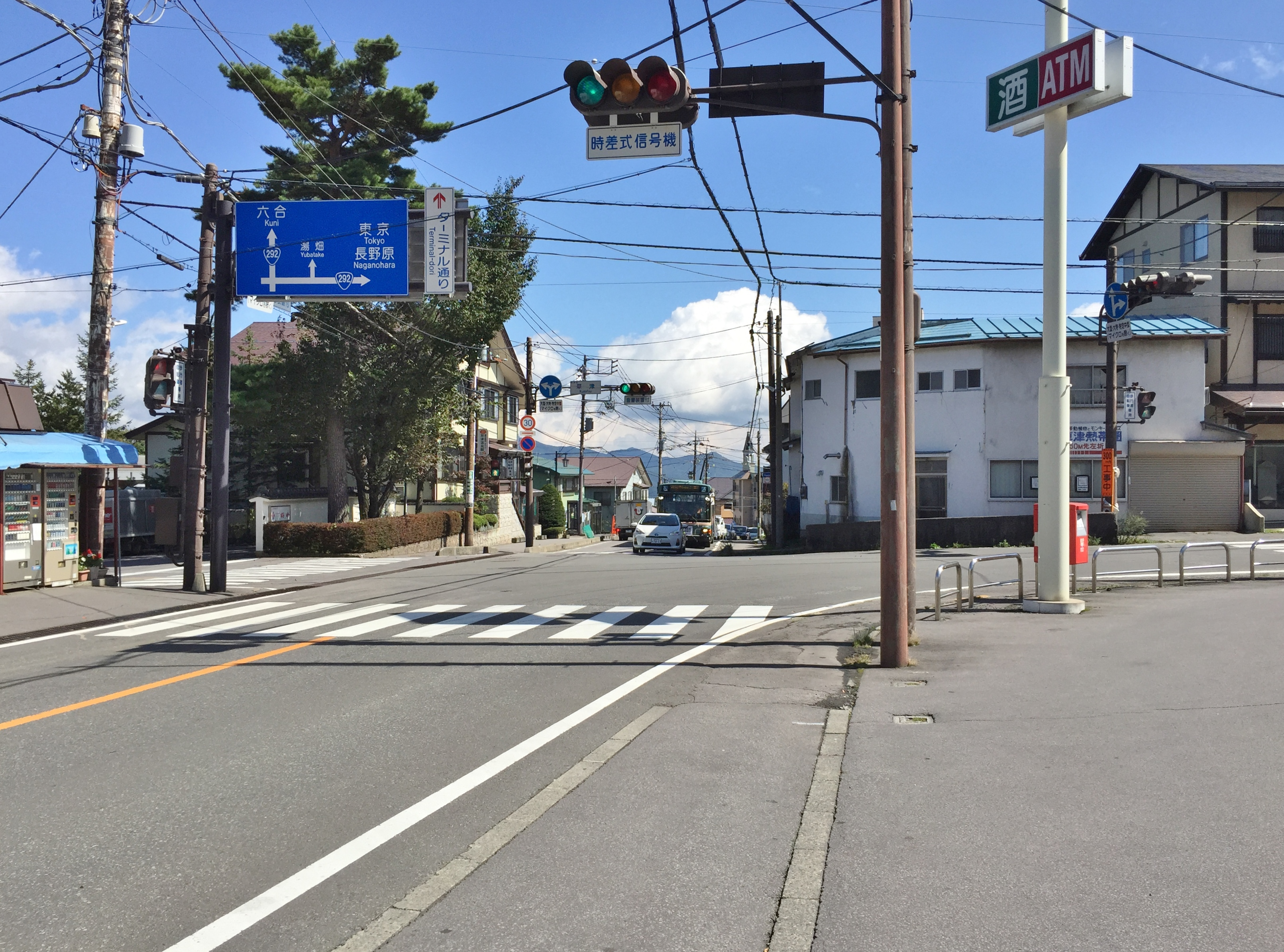
草津町・草津交差点（2015年9月）
現道と草津道路の合流地点である。
↑方向（奥正面）が国道292号現道（至長野原）、→方向が草津道路（至長野原）、↓方向（手前）が国道292号現道（至山ノ内）である。

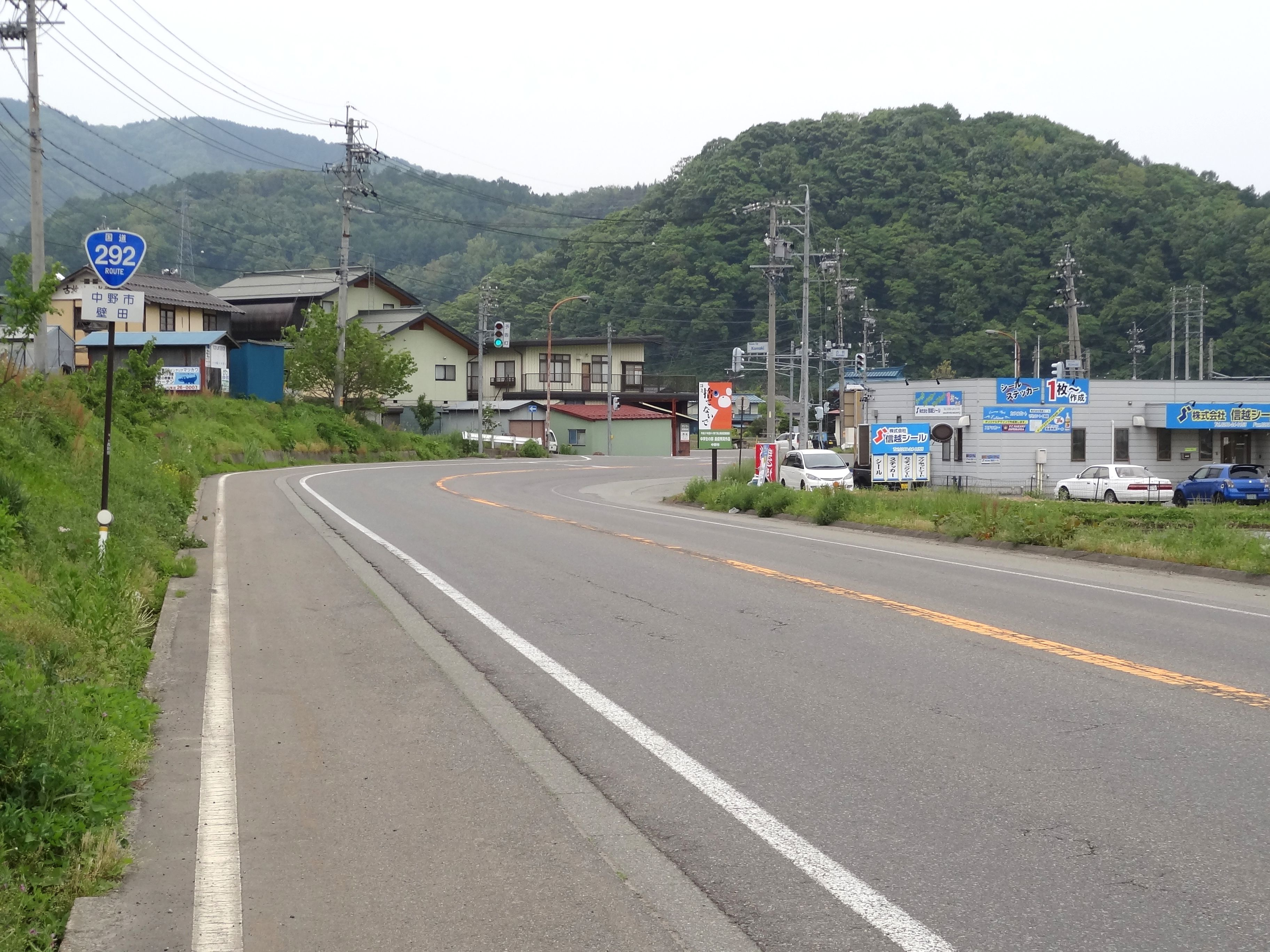
長野県中野市大字壁田付近（2011年5月）

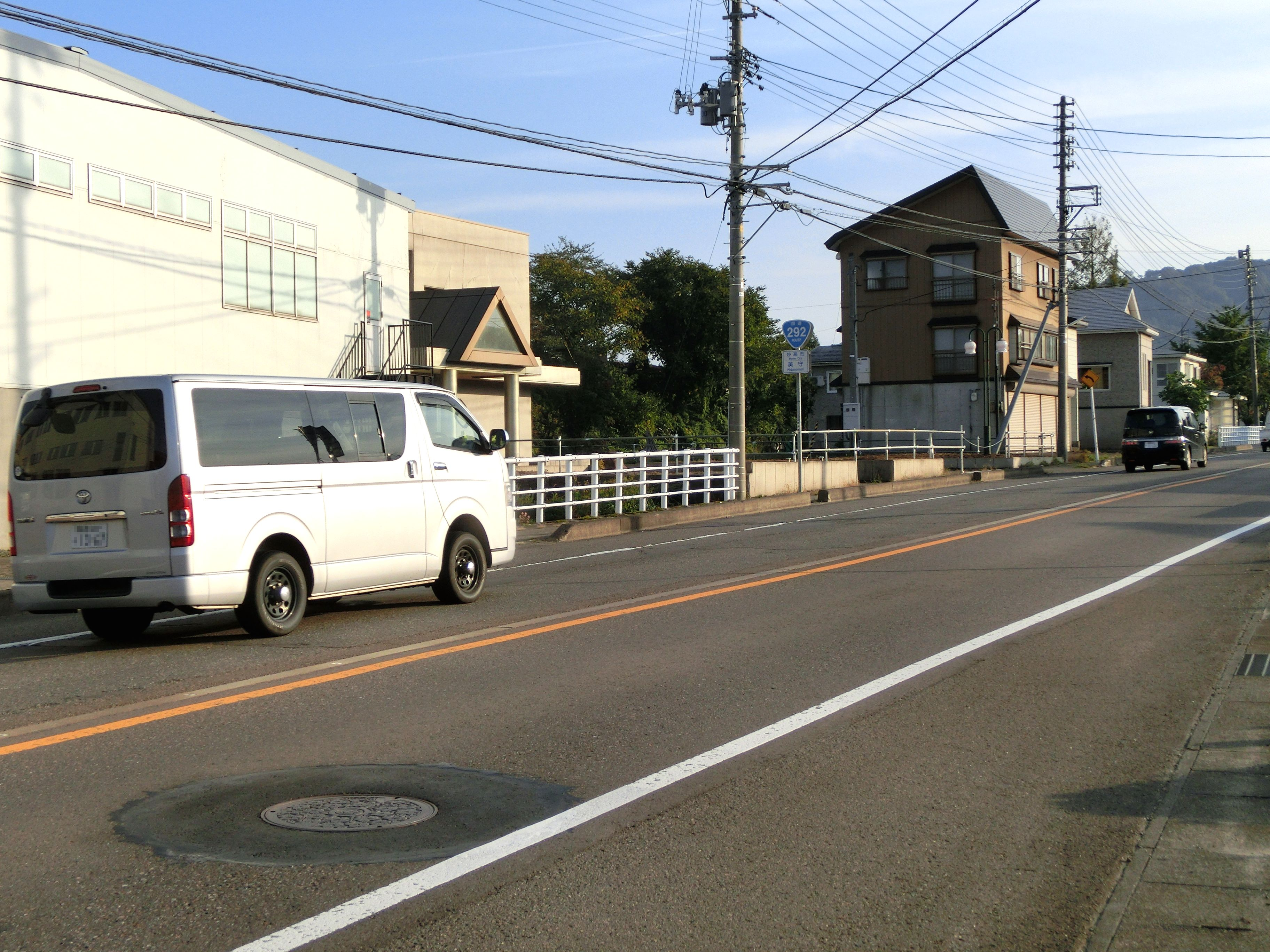
新潟県妙高市大字美守付近（2012年10月）

国道292号（こくどう292ごう）は、群馬県吾妻郡長野原町から新潟県妙高市に至る一般国道である。

## 概要
本国道は、群馬県吾妻郡長野原町の国道406号交点から草津温泉（吾妻郡草津町）や渋峠、志賀高原（長野県下高井郡山ノ内町）、飯山市を経由しながら北西方向に進み、新潟県妙高市（上越市の国道18号上新バイパス寺町交差点付近）までを結ぶ路線である。
吾妻郡長野原町 - 吾妻郡草津町の区間は2つのルートがあり、東側の区間（太子・六合経由）は旧来の草津道（草津街道）に相当するルート、西側の区間は一般有料道路の草津道路として1964年（昭和39年）に開通したものである。当初、吾妻郡長野原町 - 吾妻郡草津町間は草津道路経由のみが指定されたが、1980年代に吾妻郡六合村を経由する区間が追加指定された。なお、草津道路は1993年（平成5年）に無料開放された。また、渋峠をはさんだ41.1 kmの区間は、一般有料道路の志賀草津道路として整備され、1992年（平成4年）に無料開放された。
国道の中では日本一標高の高いところを通る道路でもある。国道最高地点は群馬県と長野県の県境である渋峠より数百メートル群馬県側にあり、標高2,172 mの「日本国道最高地点」の碑が建てられている。渋峠の群馬県側は急勾配のため、いったん南側の最高地点を通ってから渋峠に至る路線設計となっている。群馬・長野県境の渋峠を挟み、草津 - 山ノ内間に冬季閉鎖区間が設けられており、例年4月下旬から11月下旬までの期間、火山規制がかからない場合のみ通行できる。
当初、終点は新井市（現在の妙高市）大字姫川原であったが、国道18号の上新バイパスの開通により国道18号の経路が変わったことで区域が変更され、1991年（平成3年）に終点は上越市の上新バイパス寺町交差点から数百メートル南付近・上越市と新井市（現妙高市）の境界付近である新井市柳井田の地点に移転した。ただし、現地の案内標識では分かりやすさ優先のため寺町交差点が国道292号と直接接続しているように記されている。

### 路線データ
一般国道の路線を指定する政令に基づく起終点および重要な経過地は次のとおり。
- 起点：群馬県吾妻郡長野原町（大字長野原字町228前番の2地先、国道406号交点[7]）
- 終点：新井市[注釈 3]（柳井田町四丁目、新潟県道579号上越脇野田新井線終点[8]）
- 重要な経過地：群馬県吾妻郡六合村[注釈 1]、長野県下高井郡山ノ内町、中野市、飯山市
- 総延長 : 123.9 km（群馬県 46.6 km、新潟県 17.8 km、長野県 59.5 km）重用延長を含む。[9][注釈 4]
- 重用延長 : 4.9 km（群馬県 - km、新潟県 - km、長野県 4.9 km）[9][注釈 4]
- 未供用延長 : なし[9][注釈 4]
- 実延長 : 119.0 km（群馬県 46.6 km、新潟県 17.8 km、長野県 54.6 km）[9][注釈 4]
  - 現道 : 116.0 km（群馬県 46.6 km、新潟県 17.8 km、長野県 51.5 km）[9][注釈 4]
  - 旧道 : 1.4 km（群馬県 - km、新潟県 - km、長野県 1.4 km）[9][注釈 4]
  - 新道 : 1.6 km（群馬県 - km、新潟県 - km、長野県 1.6 km）[9][注釈 4]
- 指定区間：なし[10]

## 歴史
- 1970年（昭和45年）
  - 4月1日 - 一般国道292号（群馬県吾妻郡長野原町 - 新井市）として指定[11]。当初、渋峠の区間は未開通であり、分断区間をかかえた。
  - 9月12日 - 志賀草津道路の供用開始。
- 1991年（平成3年）7月30日 - 一般国道292号（群馬県吾妻郡長野原町 - 新井市）
- 1992年（平成4年）11月17日 - 志賀草津道路が無料開放[1]。
- 1993年（平成5年）4月24日 - 草津道路が無料開放。
- 2014年（平成26年）
  - 6月3日 - 草津白根山に火山警報が出され噴火警戒レベルが「レベル2（火口周辺規制）」に引き上げられたため殺生ゲート - 万座三差路間が全面通行止めとなる。
  - 6月14日 - 通行止め規制が緩和されて、日中の8時から17時に限り該当区間の通行は可能になったが、途中山頂の半径1 km以内を走る2.5 kmの区間は駐停車禁止となる。
- 2017年（平成29年）6月15日 - 6月7日に噴火警戒レベルが1に引き下げられた事から夜間通行止め・駐停車禁止の通行規制を解除。
- 2018年（平成30年）4月22日 - 草津白根山の噴火警戒レベルが「レベル2（火口周辺規制）」に再び引き上げられたため殺生ゲート - 万座三差路間が再度全面通行止めとなる。
- 2019年（平成31年）
  - 4月19日 - 草津町が必要な安全対策を履行するとした事により、群馬県が通行止め規制を緩和[12]。
  - 4月24日 - 通行止めの緩和の条件であった、「草津町が行うとしていた安全対策」の不備により安全性が担保できなくなり再び殺生ゲート - 万座三差路間全面通行止めとなる[13]。
  - 4月25日 - 安全対策の強化により通行止め規制を緩和[14]。
- 2019年（令和元年）
  - 5月18日 - 再び噴火警戒レベル2となったことから通行止めを実施[15]。
  - 5月30日 - 安全が確認されたとして通行止め規制を緩和[15]。
- 2021年（令和3年）7月20日 - 猿橋改良の一部区間（3工区、0.8 km）が開通[16]。
- 2022年（令和4年）10月7日 - 猿橋改良の1工区（1.0 km）が全線開通[17]。
- 2023年（令和5年）10月25日 - 草津道路区間のうち草津町内の一部交差点が長野原方面から草津交差点方面への一方通行となる[注釈 5][18]。

## 路線状況
志賀草津道路は、人気の観光道路でもあり、連休や夏休み、紅葉シーズン中の昼間の時間帯は混雑する。11月下旬から4月下旬までの志賀草津道路は、草津町・天狗山ゲートから渋峠の先、長野県山ノ内町の陽坂ゲートまでの区間が通行止めとなる。

### 通称
- 草津街道（長野原町長野原 - 中之条町小雨 - 草津町草津）
- 日本ロマンチック街道（長野原町長野原 - 嬬恋村干俣）
- すずらん通り（草津町）
- 志賀草津道路（草津町草津 - 草津町・山ノ内町境）[1]
- オリンピック道路（草津町・山ノ内町境 - 中野市）
  - 上林 - 夜間瀬バイパス
  - 一本木バイパス
- 飯山街道（飯山市蓮・古牧橋北交差点 - 妙高市）
- 飯山バイパス（飯山市）
- 富倉バイパス（飯山市）

#### 通称（草津道路）
- 日本ロマンチック街道（長野原町大津 - 草津町草津・草津交差点）

### 重複区間
- 国道403号（長野県中野市一本木 - 長野県中野市吉田・七瀬交差点）
- 国道117号現道（長野県飯山市蓮・古牧橋北交差点 - 飯山市飯山・有尾交差点）
- 国道403号（長野県飯山市飯山・中央橋西交差点 - 飯山市飯山・有尾交差点）

### 道路施設

#### 橋梁
- 長野県
  - 十二沢橋（山ノ内町平穏）
  - 古牧橋（中野市壁田 - 飯山市蓮）

#### トンネル
- 長野県
  - 有尾隧道（飯山市飯山 - 小佐原）
  - 大川トンネル（飯山市旭）
  - 富倉トンネル（飯山市富倉）
  - 長沢トンネル（妙高市長沢）

#### 道の駅
- 群馬県
  - 道の駅六合（吾妻郡中之条町小雨）
- 長野県
  - 道の駅北信州やまのうち（下高井郡山ノ内町佐野）

##### 草津道路
- 群馬県
  - 道の駅草津運動茶屋公園（吾妻郡草津町草津）

### 通行止め規制区間
- 天狗山ゲート（群馬県吾妻郡草津町） - 陽坂ゲート（長野県山ノ内町）: 冬季閉鎖

### 路線概況

#### 群馬県

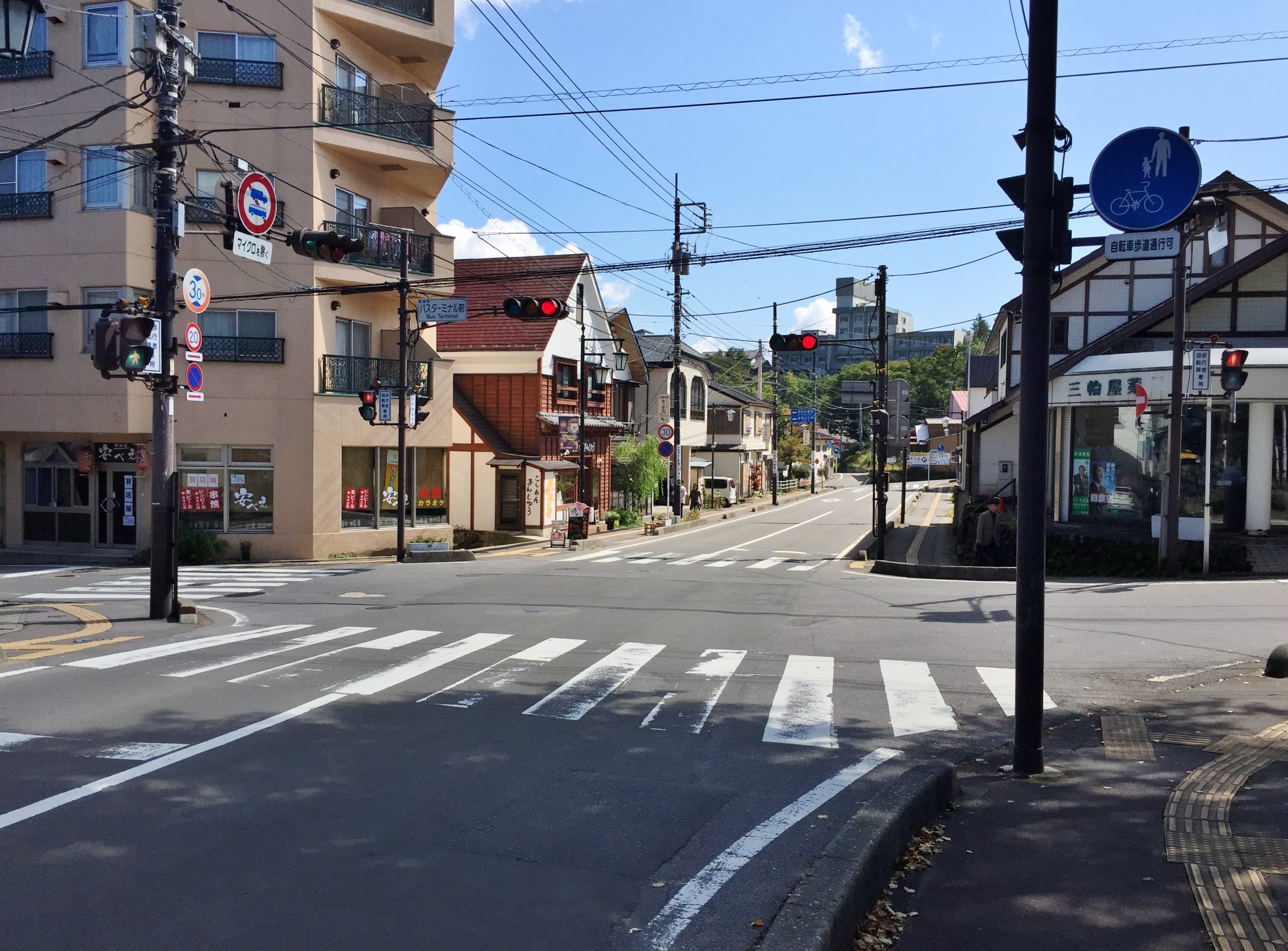
草津町草津「バスターミナル前交差点」（2015年9月）長野原方面へは正面奥の突き当りを左折する。
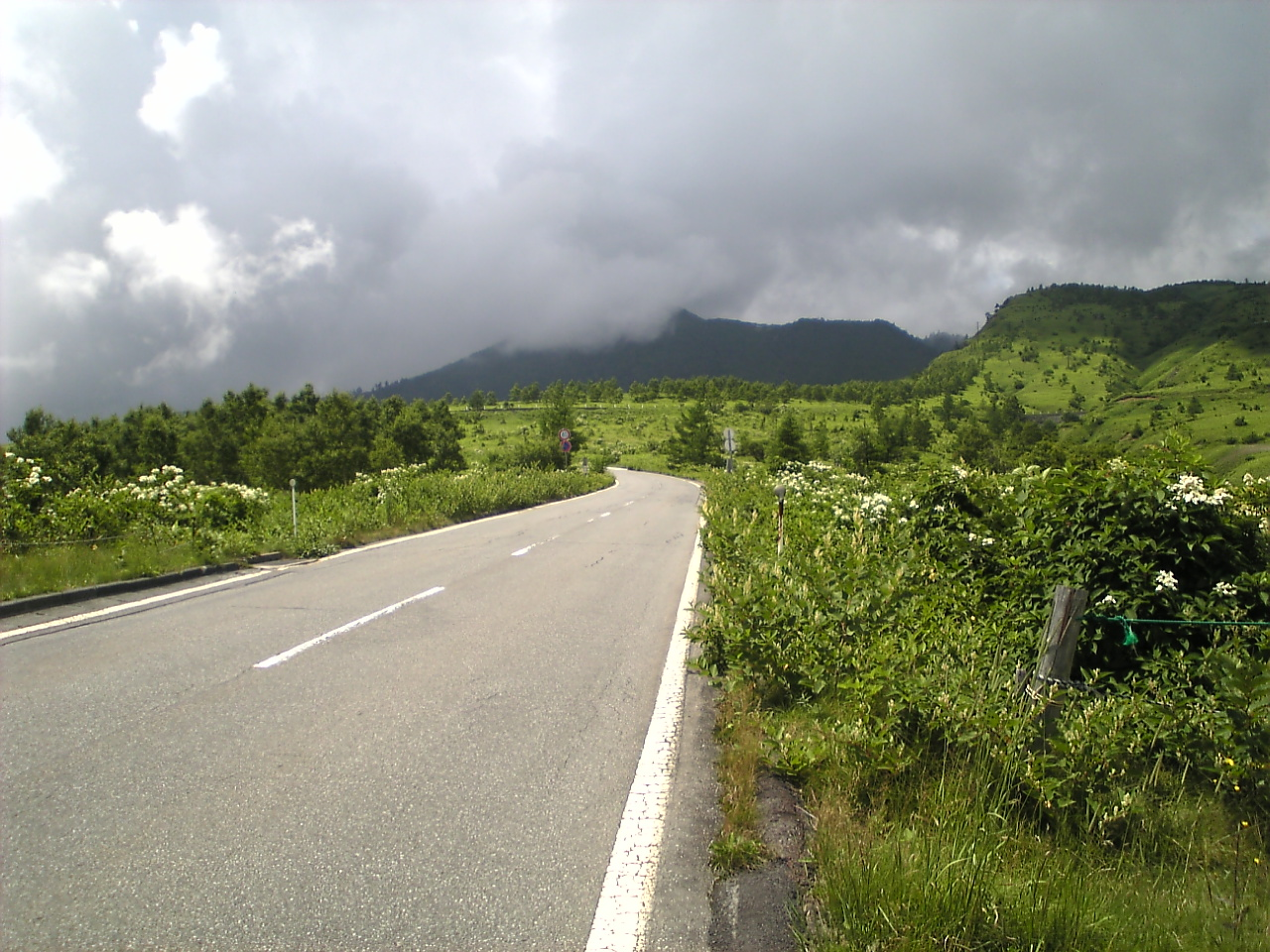
草津国際スキー場のゲレンデに位置する高原（2010年8月）
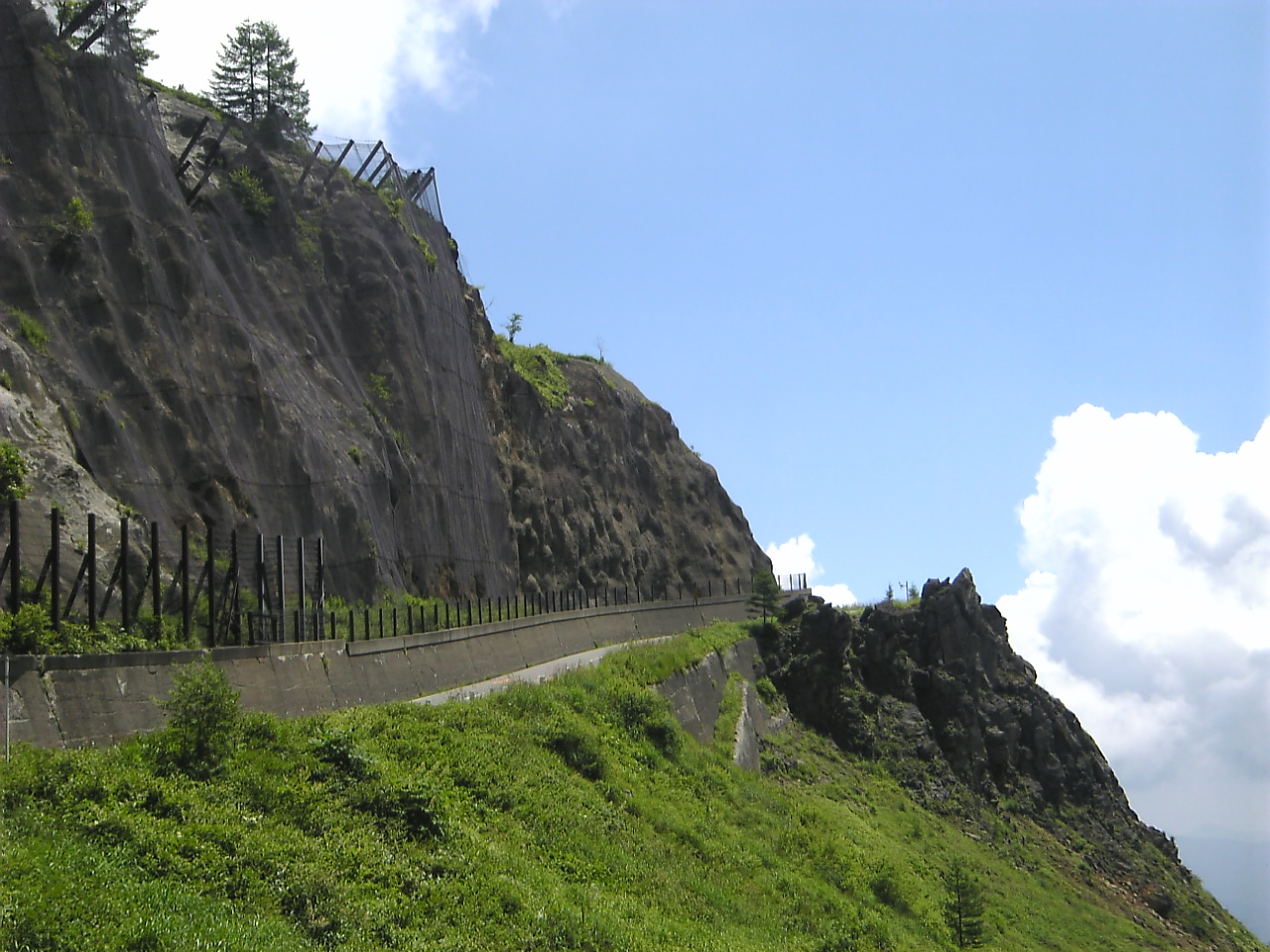
殺生河原付近（2010年8月）
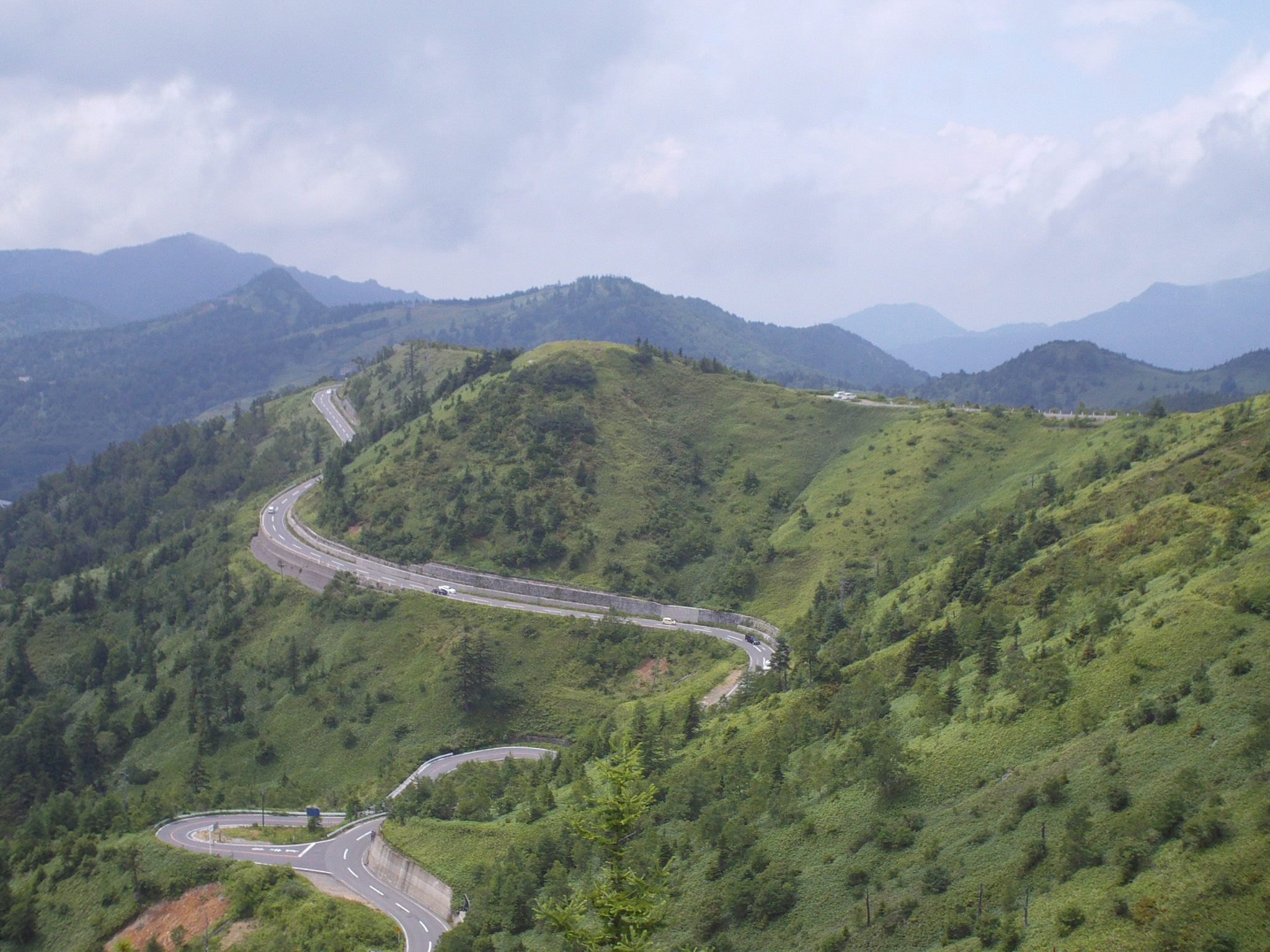
草津白根山中腹より国道292号の眺望（左下の分岐は長野県道・群馬県道466号牧干俣線、2011年8月）
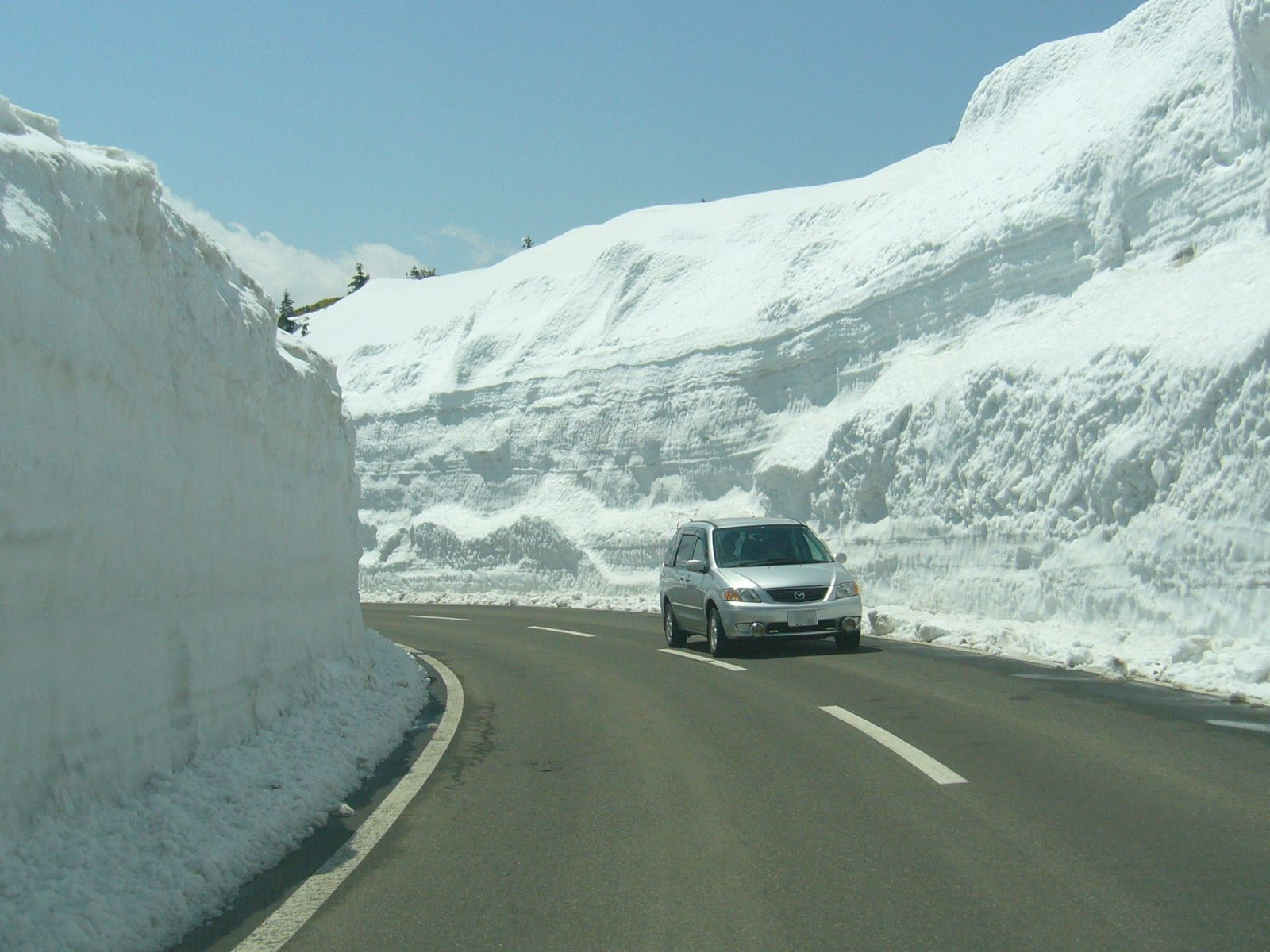
渋峠付近（2008年4月）

- 長野原町 - 草津町（中之条町経由）

以前、有料道路だった草津道路を避けるために指定された。起点は長野原草津口駅・長野原合同庁舎にほど近い国道406号との交点である。国道405号が分岐する中之条町入山まで白砂川に沿い、中之条町の六合市街地や、道の駅六合を通る。
国道405号の起点を過ぎると草津町まで登りとなり、急カーブ・急勾配が続く。吾妻郡草津町に入るとなだらかな道になり、草津温泉バスターミナルや草津町役場、草津温泉街を通る。草津道路とは「草津交差点」で合流する。
- 長野原町 - 草津町（草津道路）

国道145号現道（長野原バイパス）と「大津交差点」で接続。この道は中之条町を通らず、急勾配を避けたバイパス的存在である。遅沢川に沿って登り、西吾妻福祉病院や道の駅草津運動茶屋公園、草津町立草津小学校を通る。
途中に草津町によって、新たな観光名所として「草津温泉門」が設けられている。
この温泉門前の上り線は門を潜って北東方面へ抜ける既存町道「中央通り」への合流専用線となり、長野原町方面へは温泉門の上を高架として通過する新しい町道「草津温泉門線」へ迂回する構造となった（観光客向けに「東京方面」と案内）。
その先、「草津交差点」で中之条町経由の現道と合流する。
- 草津町 - 渋峠（志賀草津道路）

草津天狗山スキー場前交差点を過ぎると、長野県中野市の「一本木交差点」までの約50 kmのルート上には信号機がない。草津温泉スキー場の天狗山レストハウスを過ぎると、天狗山ゲート（草津町）があるが、ここから、急カーブや急勾配が多くなる。11月下旬から4月下旬までの冬季は、天狗山ゲートから長野県山ノ内町側の陽坂ゲートまでが通行止めとなる。冬季期間中は、天狗山ゲートから青葉山までが草津温泉スキー場のゲレンデになる場所であり、道路はゲレンデとして利用されていた。白根火山ロープウェイ（廃止）の山麓駅であった殺生河原駐車場の付近に殺生ゲートがある。草津白根山の噴火活動が盛んになる時期によって年単位で幾度も通行止め規制が実施されている。
この辺りは殺生河原と呼ばれる荒涼とした場所で、高濃度の火山ガスが蔓延しており（火山ガスのハザードマップにおいては「極めて危険」と記載される）、長時間滞在すると人体に悪影響を与える可能性があるため、駐停車しないよう呼びかける看板が立っている。
白根レストハウスの手前からは尾根道となり、視界が開ける。かつては休日を中心に白根火山駐車場へ入場する車のために激しい渋滞が発生することがあった。
白根レストハウスを過ぎた先から山田峠までは、嬬恋村・草津町の境界未定地域となっている。
嬬恋村干俣にある長野県道・群馬県道466号牧干俣線との分岐点（万座三差路）を過ぎるとゲートがあり、万座温泉から長野方面の冬季閉鎖ゲートとなっている。
中之条町に入ると、国道最高地点を通り、県境である渋峠に至る。山田峠付近は長野県上高井郡高山村を通過している。

#### 長野県

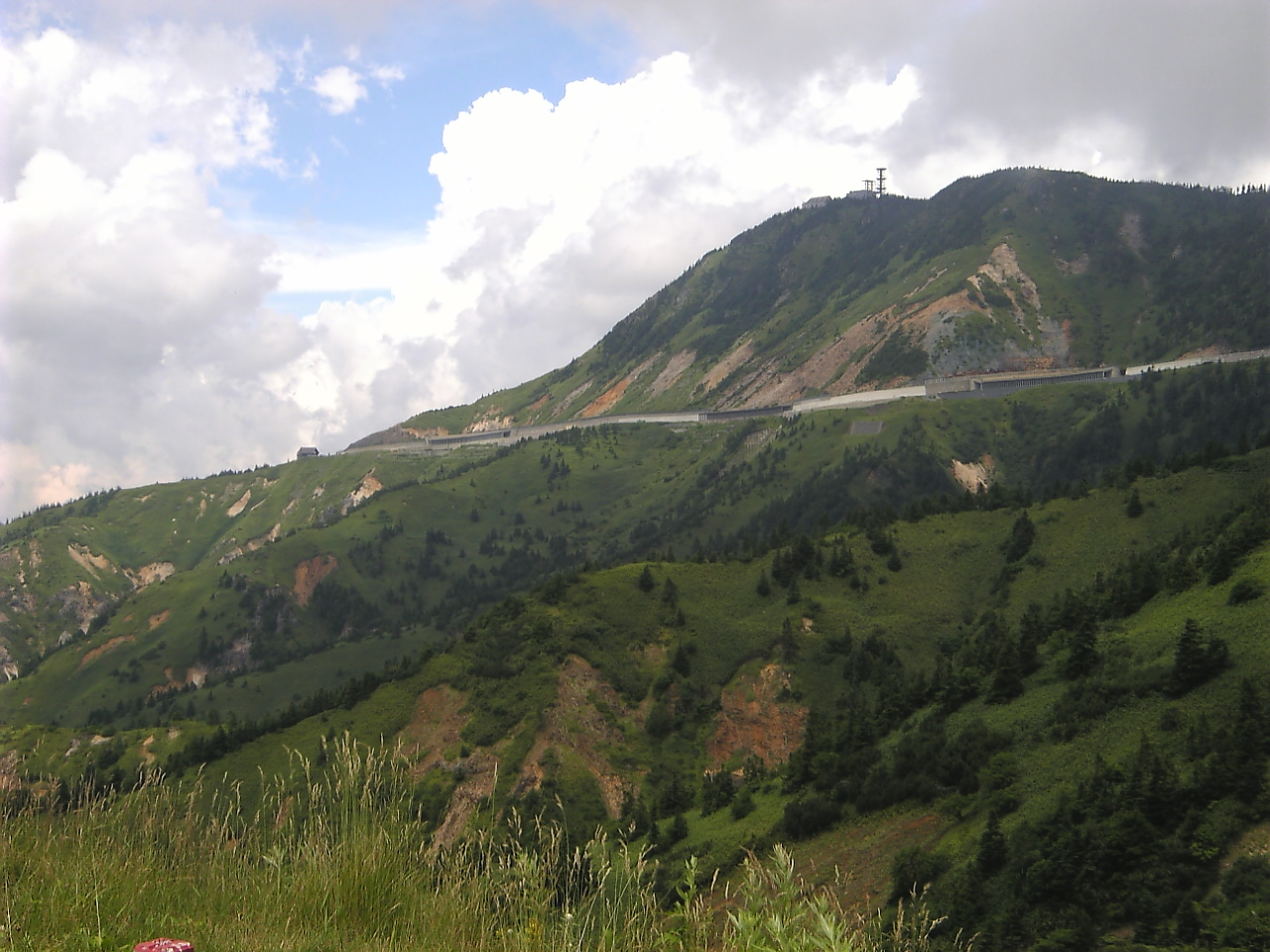
横手山の山腹に沿う国道292号（2010年8月）
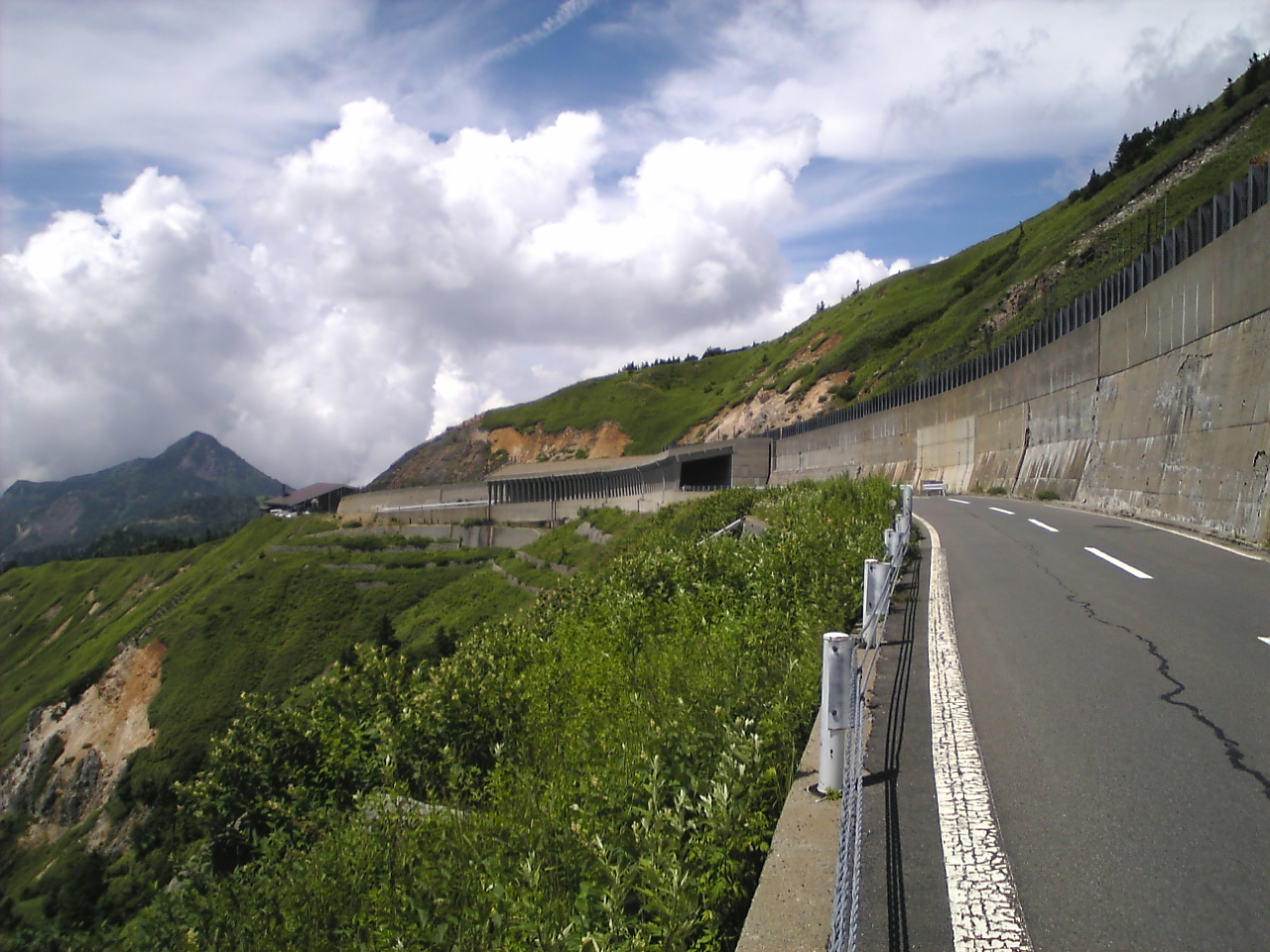
横手山山腹（2010年8月）
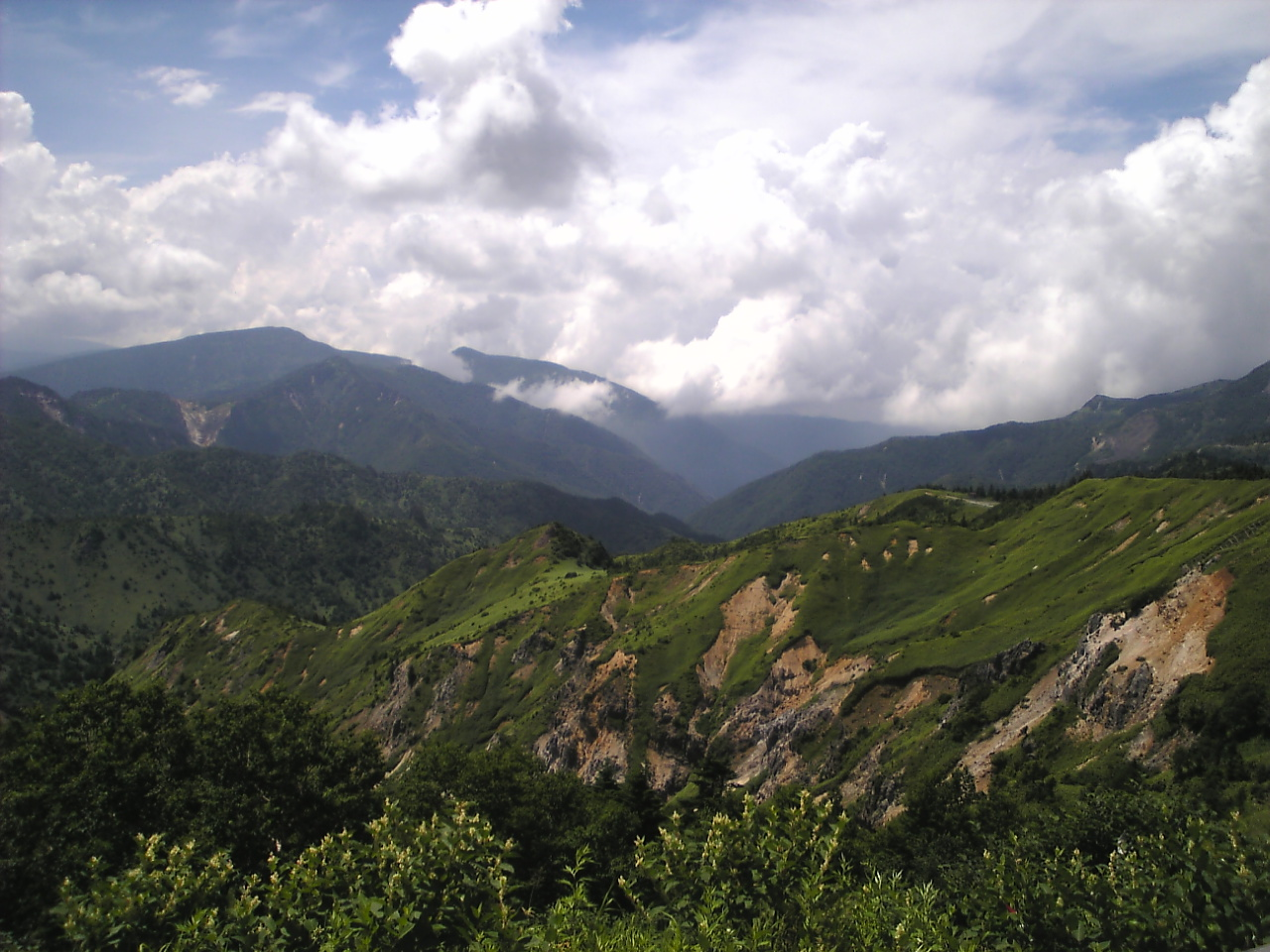
横手山山腹より南志賀の眺望（2010年8月）

- 渋峠 - 山ノ内町（志賀草津道路）

この区間は、いわゆる志賀高原にあたる。急カーブ・急勾配を下っていくと、陽坂ゲートがある。

熊の湯温泉や木戸池温泉を通り、三角池（みすまいけ）、上の小池などを見ながらさらに下ると、長野県道471号奥志賀公園線の分岐地点の蓮池がある。蓮池は志賀高原の中心地であり、観光協会・消防署・郵便局などがみられる。丸池を過ぎ、旭山を見ながらカーブを進み、その先で谷に迫り出したループ橋の十二沢橋を通過すると、やがて上林温泉に至る。上林温泉から道の駅北信州やまのうちを通過しながらさらに北西に進むと中野市に入る。
- 中野市 - 飯山市

中野市一本木では国道403号と合流し、起点から2車線だった道路は4車線となる。周辺では郊外型店舗が多くみられる。
同市吉田で、志賀中野道路と分岐、国道292号と国道403号は側道に進む。その先の志賀中野道路が上にある七瀬交差点で、国道292号は右折し国道403号とは離れる。
ここからは再び2車線の道路へと戻り、田畑が広がる道を北進する。古牧橋により千曲川（信濃川）を渡り飯山市に入ると、国道117号現道と合流する。
さらに五位野交差点で左の上信越自動車道豊田飯山インターチェンジから来る国道117号新道と交差し、国道292号は国道117号現道とともに東方向へ右折する。千曲川左岸を下ると、中央橋西交差点で再び国道403号と合流し、有尾交差点まで国道117号・国道292号・国道403号の3路線重複区間となる。
有尾交差点にさしかかると国道292号は左折し、再び単独区間となる。ここからは皿川や長沢川、松田川に沿って道路は走り、途中、有尾隧道や富倉トンネルなど3つのトンネルを通過、新潟県妙高市へ至る。

#### 新潟県
- 妙高市

新潟県妙高市に入るとすぐに長沢トンネルを通過、長沢川に沿って下る。妙高市猿橋で関川を渡ると山道が終わり、関川に沿ってなだらかに下って行く。
同市姫川原の姫川原交差点で国道292号は北方向へ右折、ここからは関川に加ええちごトキめき鉄道妙高はねうまラインとも並行して道路が走る。
妙高市の中心街を通りさらに北進、上越市境付近で終点となる。なお終点からわずか北には国道18号上新バイパスの寺町交差点がある。

## 地理

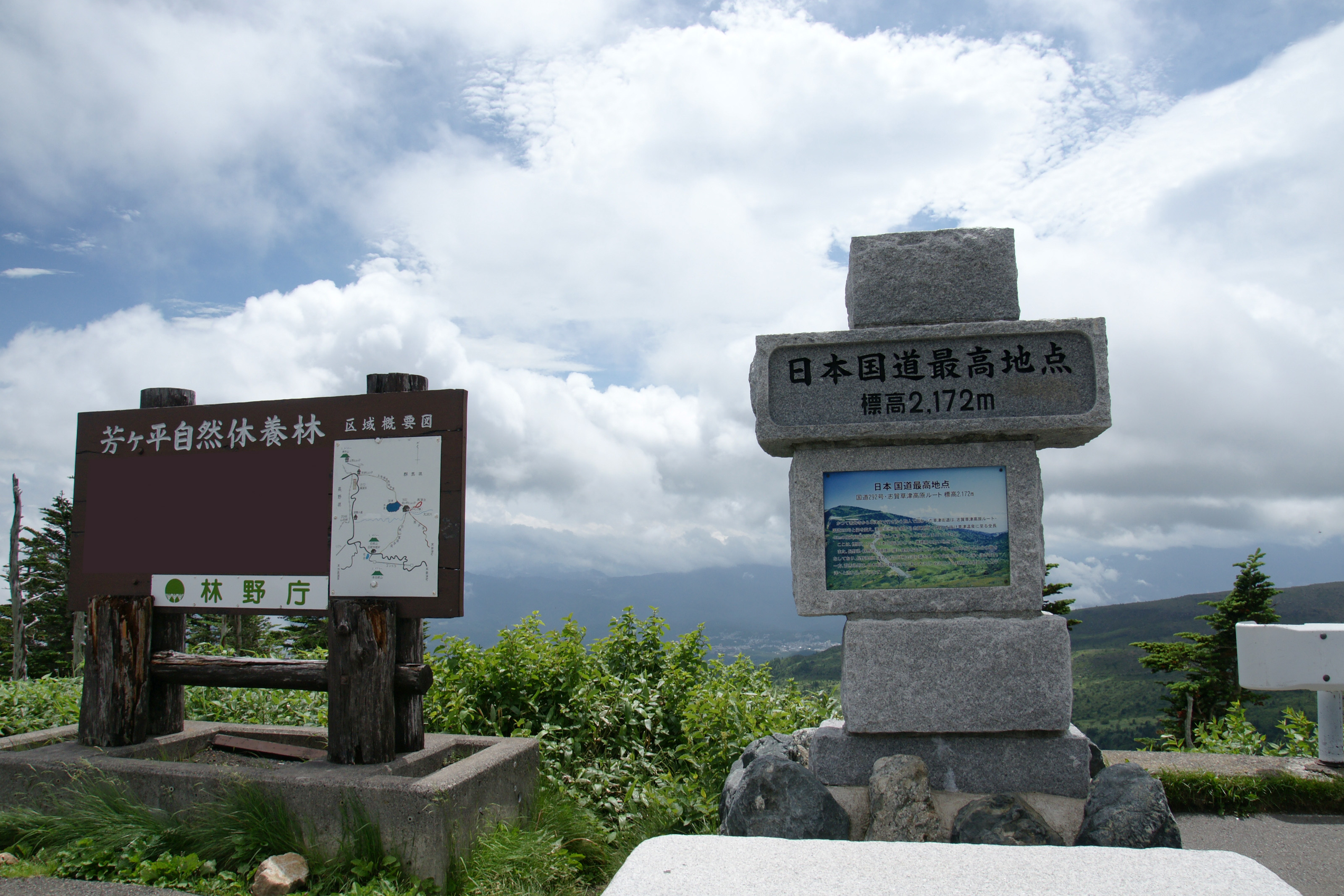
日本国道最高地点の碑（標高2,172 m）。渋峠付近が国道最高地点になったのは、かつて有料道路であった志賀草津道路が無料開放された1992年のことである。

草津付近は深い森林地帯を抜ける道路である。草津と志賀を結ぶ区間にあたる志賀草津道路では、4月下旬の開通直後の道路の両側に雪の壁を見ることができ、場合により積雪7 - 8 mの高さの雪の回廊となるところがある。この区間の群馬県側では、白根山を中心に荒涼とした風景が多く、殺生河原（せっしょうがわら）は、強い硫黄臭が漂い硫化水素が噴き出す草木が1本も生えない危険地帯である。万座温泉分岐からつづら折れの道となり、標高が森林限界を超える高さになると、周囲に高い木がない尾根筋の道路になる。
国道292号は、日本一標高の高い所を通る一般国道として知られており、群馬県吾妻郡中之条町と長野県下高井郡山ノ内町の県境にある渋峠付近に標高2,172 mの最高地点がある。標高2,050 mの山田峠と渋峠のあいだにある日本国道最高地点の展望台からは、国道292号の沿道上にあって、この地点から展望で見ることができ湯釜でも知られる草津白根山（標高2,160 m）よりも高く、眼前に万座山、横手山、志賀山といった2000 m級の山頂が並び、足元には高層湿原の風景が広がる。また、日本国道最高地点の道標も設置されており、これを記念して近くのホテルでは日本国道最高地点到達証明書の発行も行われている。
ここから道を下り、渋峠より西の長野県に入っていくと、横手山の中腹を西へと進み、笠ヶ岳や遠くは3000 m級の飛騨山脈（北アルプス）までのパノラマ風景を見ることができる。志賀高原がある長野県側も、標高を下げていくと再び森林地帯の中を走る道路となる。

### 通過する自治体
- 群馬県
  - 吾妻郡長野原町 - 吾妻郡中之条町 - 吾妻郡草津町 - 吾妻郡嬬恋村・吾妻郡草津町（境界未定地域） - 吾妻郡中之条町
- 長野県
  - 上高井郡高山村 - 下高井郡山ノ内町 - 中野市 - 飯山市
- 新潟県
  - 妙高市

#### 通過する自治体（草津道路）
- 群馬県
  - 吾妻郡長野原町 - 吾妻郡草津町

### 交差する道路
- 群馬県
  - 国道406号（長野原町長野原・起点）
  - 群馬県道376号林長野原線（長野原町長野原）
  - 群馬県道55号中之条草津線（中之条町小雨）※ここから重複
  - 国道405号、群馬県道55号中之条草津線（中之条町入山）※県道55号はここまで重複
  - 国道292号（草津道路）（草津町草津・草津交差点）
  - 群馬県道55号中之条草津線（草津町草津）
  - 長野県道・群馬県道466号牧干俣線（嬬恋町干俣）
- 長野県
  - 長野県道66号豊野南志賀公園線（山ノ内町平穏）
  - 長野県道471号奥志賀公園線（山ノ内町平穏）
  - 長野県道342号宮村湯田中停車場線（山ノ内町佐野・佐野角間IC）
  - 長野県道356号角間中野線（山ノ内町戸狩）※直接接続はせず、県道356号の箱山跨道橋をくぐる
  - 国道403号（中野市一本木・中野栗和田ランプ交差点）
  - 国道403号（中野市一本木・一本木分岐）※ここから重複
  - 長野県道29号中野豊野線（現道）（中野市一本木/新井・新井交差点）
  - 長野県道414号中野飯山線（中野市新井・新井大道下交差点）
  - 長野県道414号中野飯山線（中野市新井）※直接接続はせず、県道414号の新井橋をくぐる
  - 長野県道29号中野豊野線（志賀中野有料道路）（中野市吉田）
  - 国道403号（中野市吉田・七瀬交差点）※ここまで重複
  - 長野県道355号壁田松崎線、長野県道500号豊田中野線（中野市壁田・壁田交差点）
  - 国道117号（現道）（飯山市蓮・古牧橋北交差点）※ここから重複
  - 長野県道418号蓮停車場線（飯山市蓮）
  - 国道117号（新道）（飯山市蓮/静間・伍位野交差点）
  - 長野県道38号飯山野沢温泉線（飯山市飯山・新町交差点）
  - 国道403号、長野県道・新潟県道97号飯山斑尾新井線（飯山市飯山・中央橋西交差点）※国道403号はここから重複
  - 国道117号（現道）、国道403号（飯山市飯山・有尾交差点）※両路線ともここまで重複
  - 長野県道409号曽根藤ノ木線（飯山市旭・藤ノ木交差点）
  - 長野県道503号斑尾大川線（飯山市旭）
- 新潟県
  - 長野県道411号・新潟県道412号飯山新井線（妙高市猿橋）
  - 新潟県道584号新井中郷線（妙高市姫川原・姫川原交差点）
  - 新潟県道97号飯山斑尾新井線（妙高市除戸・除戸交差点）
  - 新潟県道63号上越新井線（妙高市美守2丁目）
  - 新潟県道30号新井柿崎線（妙高市諏訪町1丁目/関川町1丁目・関川町交差点）
  - 新潟県道254号上小沢上越妙高停車場線（妙高市柳井田町4丁目/栗原4,5丁目・柳井田交差点）※ここから終点まで重複
  - 新潟県道579号上越脇野田新井線（妙高市柳井田町四丁目・終点）

#### 交差する道路（草津道路）
- 群馬県
  - 国道145号、国道406号（長野原町大津・大津交差点）
  - 群馬県道59号草津嬬恋線（草津町前口）
  - 国道292号（現道）（草津町草津・草津交差点）

### 交差する河川
- 群馬県
  - 矢ノ下沢川（中之条町赤岩）
  - 白砂川（出立大橋 : 中之条町赤岩 - 日影）
  - 水戸沢川（花園大橋 : 中之条町太子）
  - ウルシ沢川（下平橋 : 中之条町太子 - 小雨）
  - 小雨川（中之条町小雨）
- 長野県
  - 角間川（角間大橋 : 山ノ内町平穏 - 佐野）
  - 三沢川（伊沢橋 : 山ノ内町戸狩）
  - 信濃川（千曲川）（古牧橋 : 中野市壁田 - 飯山市蓮・古牧橋北交差点）
  - 田草川（飯山市蓮 - 蓮/静間）
  - 清川（清川橋 : 飯山市静間）
  - 皿川（飯山市飯山など、3ヶ所で交差）〈 (1) 飯山市飯山、(2) 飯山市小佐原 - 飯山、(3) 旭橋 : 飯山市旭〉
- 新潟県
  - 長沢川（妙高市長沢など、7ヶ所で交差）〈 (1) (2) (3) 妙高市長沢、(4) 妙高市長沢原、(5) ウラ鳥橋 : 妙高市長沢原 - 猿橋、(6) ウソ鳥橋 : 妙高市猿橋、(7) 新砂原橋 : 妙高市猿橋〉
  - 関川（猿橋 : 妙高市猿橋）
  - 渋江川（渋江川橋 : 妙高市高柳1丁目 - 中川）

#### 交差する河川（草津道路）
- 群馬県
  - 遅沢川（長野原町大津、2ヶ所で交差）〈 (1) 洞口橋 : 長野原町大津、(2) 長野原町大津〉

### 交差する鉄道
- 群馬県
  - JR東日本吾妻線（長野原町長野原）※吾妻線の高架下を通過する
- 長野県
  - 長野電鉄長野線（栗和田高架橋 : 中野市一本木）※高架橋により長野線をまたぐ
  - JR東日本北陸新幹線（中野市壁田など、2ヶ所で交差）〈 (1) 中野市壁田、(2) 飯山市静間 - 飯山>※ (1) (2) とも北陸新幹線の高架下を通過する
  - JR東日本飯山線（飯山市飯山）※高架橋により飯山線をまたぐ
  - JR東日本北陸新幹線（飯山市旭など、3ヶ所で交差）〈 (1) (2) 飯山市旭、(3) 新潟県妙高市長沢>※(1) 〜 (8) で北陸新幹線のトンネルをまたぐ

### 峠
- 群馬県
  - 山田峠（標高2,048 m、吾妻郡嬬恋村・吾妻郡草津町の境界未定地域 - 吾妻郡中之条町入山）
  - 渋峠（標高2,172 m、吾妻郡中之条町入山 - 長野県上高井郡山ノ内町平穏）